# Pyxicephalus obbianus
Pyxicephalus obbianus es una especie de anfibio de la familia Pyxicephalidae.
Es endémica de Somalia.  